# Frederick Heyliger

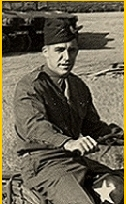
Frederick Heyliger

Primeiro-Tenente Frederick Theodore Heyliger (23 de junho de 1916 - 3 de novembro de 2001) era um oficial da Companhia Easy, 2º Batalhão, 506º Regimento de Infantaria Pára-quedista, na 101ª Divisão Aerotransportada do Exército dos Estados Unidos durante a Segunda Guerra Mundial. Fredrick Heyliger foi retratado na minissérie da HBO Band of Brothers por Stephen McCole.

## Início da vida
Fredrick Heyliger nasceu em Acton, uma pequena cidade suburbana no condado de Middlesex, Massachusetts. Ele trabalhou como fazendeiro em toda a sua juventude, e quando completou o ensino médio e foi para a faculdade. Heyliger completou três anos de faculdade onde atuou com a Guarda Nacional do Exército. Em 25 de novembro de 1940, alistou-se no Air Corps (USAAC) e foi treinado como um cadete da aviação antes de entrar e se formar na Officer Candidate School. Em 1941, quando o USAAC foi abolida como organização e transformada em uma agência subordinada a Força Aérea Americana (USAAF), Fredrick Heyliger foi transferido para o Exército dos Estados Unidos e se tornou voluntário para os pára-quedistas, onde acabou por ser atribuído à Companhia Easy.

## II Guerra Mundial
Fredrick Heyliger participou do Dia D e foi uma parte da Operação Market Garden. Depois de Richard Winters ter sido promovido ao Batalhão, Heyliger assumiu o comando da Easy Company. Como primeiro-tenente, Fredrick Heyliger estava no comando da Companhia Easy durante a Operação Pegasus em 23 de outubro de 1944, e supervisionou o resgate e evacuação da 1ª Divisão Aerotransportada britânica, que ficaram retidos no lado alemão da linha após a fracassada Operação Market Garden, sobre o Reno. Após o bem sucedido resgate de 138 homens da 1ª Divisão Aerotransportada britânica, para o qual ele recebeu a British Military Cross, Heyliger foi acidentalmente baleado em 31 de outubro de 1944 enquanto estava em uma patrulha e conversando com Richard Winters sobre a companhia Easy. Ele foi submetido a enxertos de pele e nervos antes de ser dispensado em fevereiro de 1947.

## Pós-Guerra
Depois de voltar para casa em Massachusetts, Fredrick Heyliger se matriculou na Universidade de Massachusetts, e formou-se em 1950 com uma licenciatura em horticultura ornamental. Ele se casou em 1964 com uma moça chamada Mary. Fredrick Heyliger morreu em Concord, Massachusetts, aos 85 anos.